# Список вулиць Харкова (Х)
| Назва               | Тип   | Довжина, м | Колишні назви                                            | Район(и)                  | Місцевість                                     |
| ------------------- | ----- | ---------- | -------------------------------------------------------- | ------------------------- | ---------------------------------------------- |
| Ханченківська       | вул.  | 510        | Ханайченківська, Актюбінська                             | Слобідський               |                                                |
| Харитоненків        | вул.  | 760        | Архангельська                                            | Новобаварський            | Нова Баварія                                   |
| Харківська          | вул.  | 1500       |                                                          | Основ'янський             | Основа                                         |
| Харківська          | наб.  | 500        | Дворянська, Домбаля, Жданова                             | Київський Салтівський     | Центр                                          |
| Харківське          | шосе  |            | Московська дорога, Білгородське шосе                     | Шевченківський, Київський | Сокільники, Лісопарк, Помірки, П'ятихатки      |
| Харківських Дивізій | вул.  | 2970       | Південнопроєктна                                         | Слобідський Немишлянський |                                                |
| Харченківська       | вул.  |            |                                                          | Шевченківський            |                                                |
| Харченківський      | в-д   |            |                                                          | Шевченківський            |                                                |
| Харченківський      | пров. |            |                                                          | Шевченківський            |                                                |
| Хатишевський        | пров. | 340        | Новобаварський                                           | Новоселівка               |                                                |
| Хвильового          | вул.  |            | Циркунівська                                             | Київський                 |                                                |
| Хвойна              | вул.  |            |                                                          | Київський                 | Велика Данилівка                               |
| Хвойний             | в-д   |            |                                                          | Київський                 | Велика Данилівка                               |
| Хвощова             | вул.  |            |                                                          | Київський                 | Велика Данилівка                               |
| Хемзівська          | вул.  |            |                                                          | Немишлянський             |                                                |
| Херсонська          | вул.  | 440        |                                                          | Шевченківський            | Павлівка                                       |
| Хімічний            | пров. | 120        |                                                          | Новобаварський            | Пилипівка                                      |
| Хладопромівська     | вул.  | 700        | Хабарова                                                 | Немишлянський             |                                                |
| Хліборобна          | вул.  | 500        |                                                          | Слобідський               | Качанівка                                      |
| Хозарський          | пров. | 295        | Гагаріна                                                 | Київський                 | Велика Данилівка, Олешки                       |
| Холодногірська      | вул.  | 4450       | Єлізарова, Гадяцька                                      | Холодногірський           | Холодна Гора, Гиївка, Лиса Гора                |
| Холодногірський     | пров. |            | Єлізарова, Гадяцький                                     | Холодногірський           |                                                |
| Холодноярська       | вул.  | 310        | Надєждінський провулок, Брянський провулок               | Слобідський               | Захисників України, Кінний ринок, Рашкіна Дача |
| Хоревицький         | пров. | 120        | Сизранський                                              | Київський                 | Журавлівка                                     |
| Хорватський         | пр-д  | 290        | Краснодарський                                           | Немишлянський             | Немишля, Стара Салтівка                        |
| Хорольська          | вул.  | 900        | Гончаровський провулок, Проєктний провулок               | Основ'янський             | Основа                                         |
| Хорошевський        | пров. | 700        |                                                          | Холодногірський           | Холодна Гора                                   |
| Хортицька           | вул.  | 700        | Новосибірська                                            | Основ'янський             | Жихор                                          |
| Хотинська           | вул.  | 550        | Андріївська, Астраханська                                | Київський                 | Журавлівка                                     |
| Хотомлянська        | вул.  |            |                                                          | Індустріальний            |                                                |
| Храмова             | вул.  | 520        | Ханайченківська, Лебединська, Старобельська, Рогожинська | Слобідський               | Кінний ринок, Захисників України               |
| ХТЗ                 | вул.  | 720        |                                                          | Індустріальний            |                                                |
| ХТЗ                 | пров. | 90         |                                                          | Індустріальний            |                                                |
| Хуторянська         | вул.  | 680        |                                                          | Слобідський               | Качанівка                                      |
| Хуторянський        | в-д   | 200        |                                                          | Слобідський               | Качанівка                                      |